# Lomaspilis lacticolor
Lomaspilis lacticolor là một loài bướm đêm trong họ Geometridae.